# Museo Ferroviario Nacional de Tacna
El Museo Ferroviario Nacional de Tacna es un museo ferroviario que está situado en la ciudad de Tacna. El museo está principalmente dedicado a la historia del Ferrocarril Tacna-Arica.
Montado en la antigua Estación Ferroviaria Tacna-Arica, el lugar es particularmente atractivo porque se conserva casi intacto, con muchos elementos de la segunda mitad del siglo XIX, época en la que se construyó. La muestra proporciona al viajero una idea del Proceso Histórico del Ferrocarril.

## Historia
Por su valor arquitectónico e histórico se inauguró El Museo Ferroviario Nacional de Tacna el 27 de agosto de 1978 a partir de la antigua Estación Tacna.
El 27 de julio de 1980 es declarado la Estación Ferroviaria Tacna-Arica como Patrimonio Monumental de la Nación  bajo la Resolución Ministerial 0928-80-ED por el Instituto Nacional de Cultura.
Desde julio de 2017, el Ministerio de Comercio Exterior y Turismo (Perú), a través del Plan COPESCO Nacional, está trabajando para la restauración y mejoramiento del Museo y Estación del Ferrocarril Tacna-Arica.

## Arquitectura
El Museo se encuentra en la Estación del Ferrocarril Tacna-Arica. El servicio de trenes se inició en 1856. La estación fue construida en 1855, diseñada por el ingeniero Walter Evans. Fue declarada monumento histórico en 1980. Es muy característico el arco con torre del reloj.

## Colección

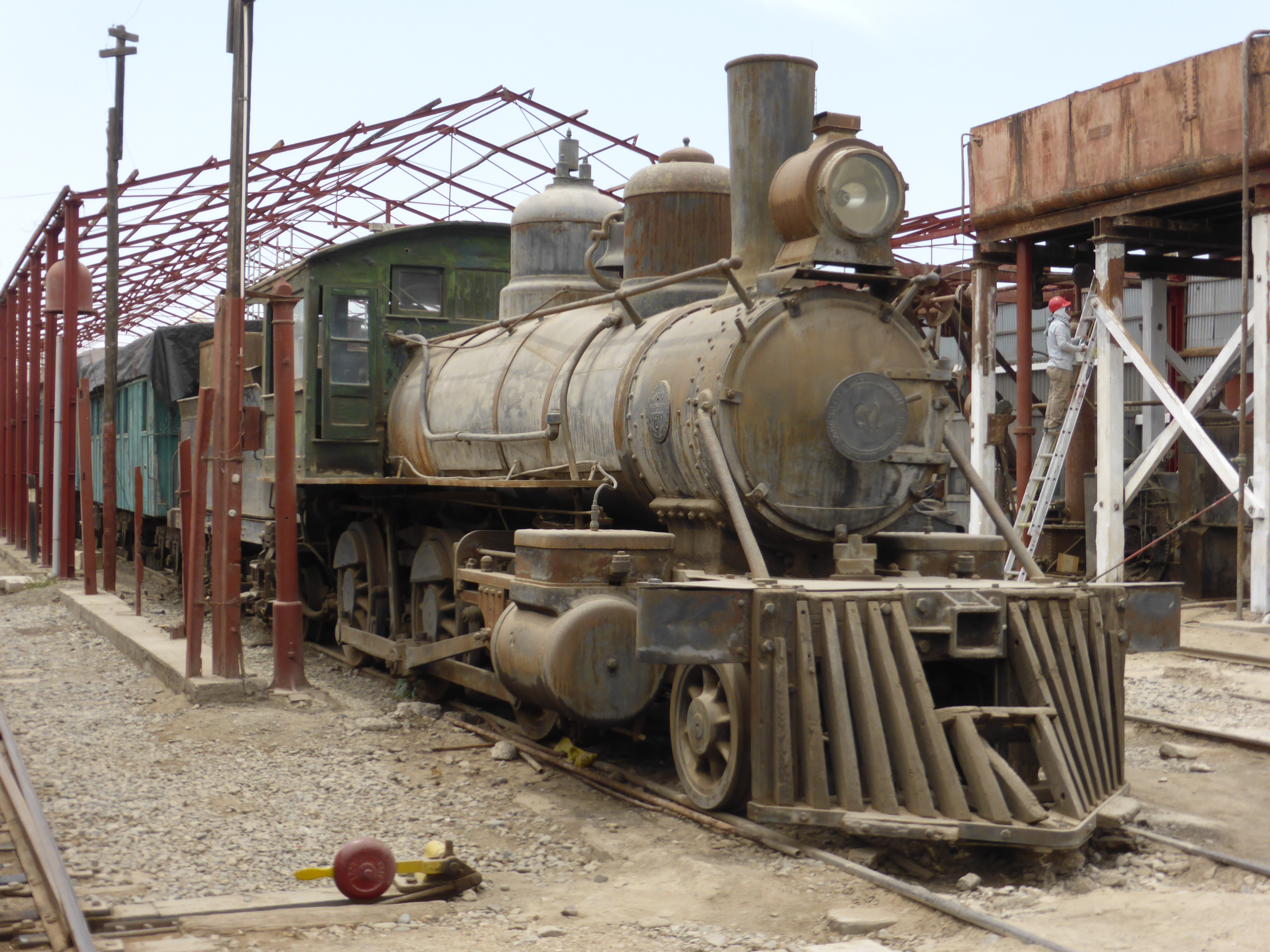
Locomotora de vapor fabricada por Baldwin, en el año 1908.

Dentro del Museo se resalta y divide en los siguientes salones:
- Salón Histórico-Documental

En este espacio se exhiben fotografías y documentos relacionados con la Comisión Plebiscitaria, la Procesión de la Bandera del 28 de julio de 1901 y de la Locomotora No. 3. Asimismo existen ejemplares de "La Voz del Sur", periódico editado por los hermanos Barreto durante la Ocupación de Tacna.
- Salón Perú

Aquí se pueden apreciar murales fotográficos así como gran variedad de piezas y maquinarias de los diversos ferrocarriles que cuenta el Perú.
- Salón Filatélico

Donde existe una bellas muestras fotográficas de la antigua Tacna, así como una valiosa colección internacional de estampillas, alusivas a Ferrocarril.
- Salón Tacna y Arica

Espacio amplio que alberga una exposición relacionada con maquinarias, piezas, planos y documentos de la actividad del Ferrocarril Tacna- Arica.
- Área de Fundición y Hormas

Ambiente donde se encuentran dos hornos para fierro fundido, como también para bronces, lo que permitía la fabricación de la mayor parte de piezas que requería el funcionamiento de las máquinas, asimismo se puede apreciar los moldes que se utilizaron para dichas fabricaciones.
- Área de Máquinas

Salón donde se reúne valiosas piezas así como antiguas locomotoras, coches para pasajeros de 1ª, 2ª y 3ª clases, un coche comedor, un autocarril de 1924 de lujosa factura, y los vagones que sirvieron para llevar las tropas comandadas por José Joaquín Inclán rumbo a Arica.

## Galería

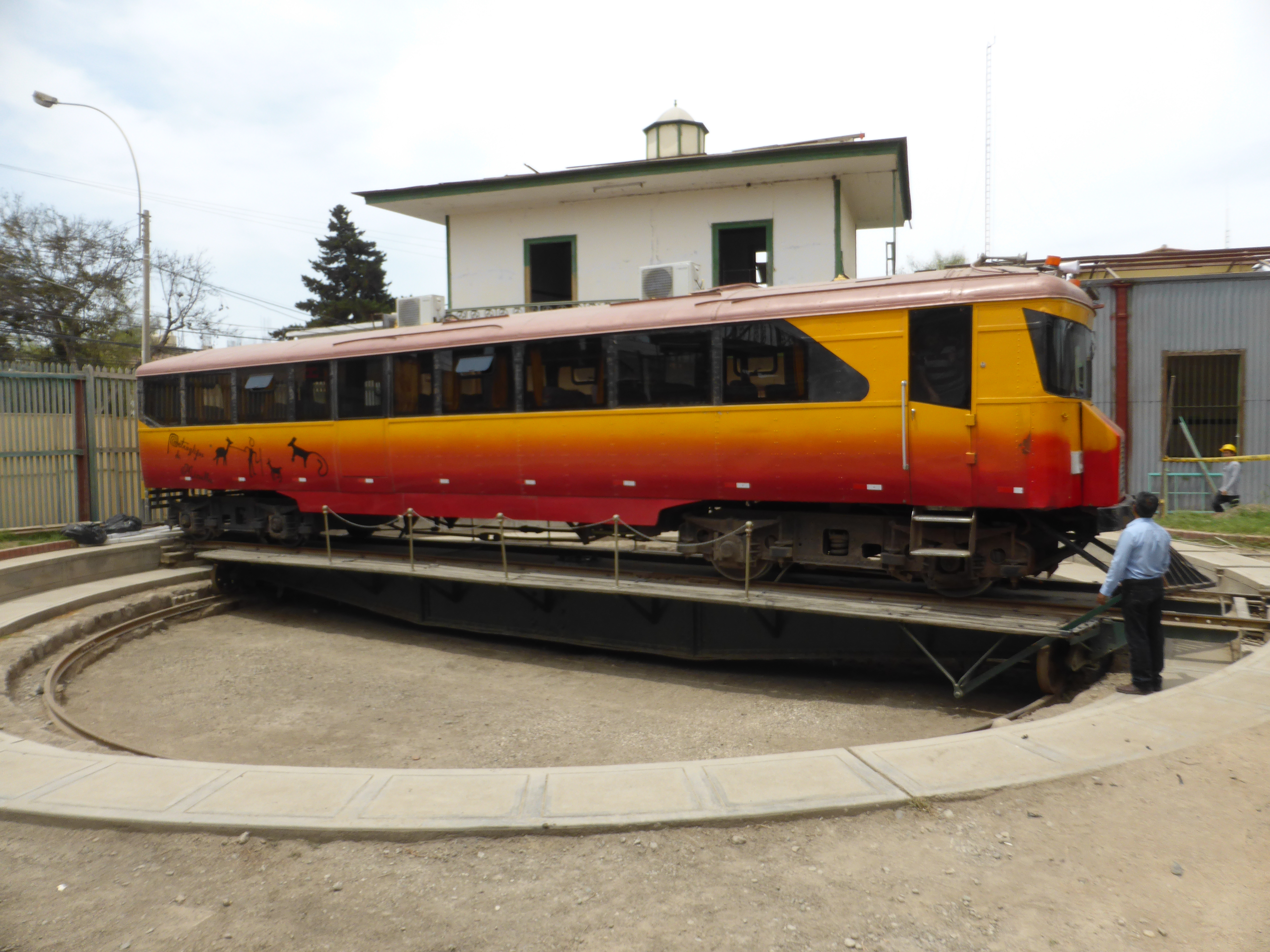
Autovagón 261, del Ferrocarril Tacna-Arica, en la estación-museo de Tacna.
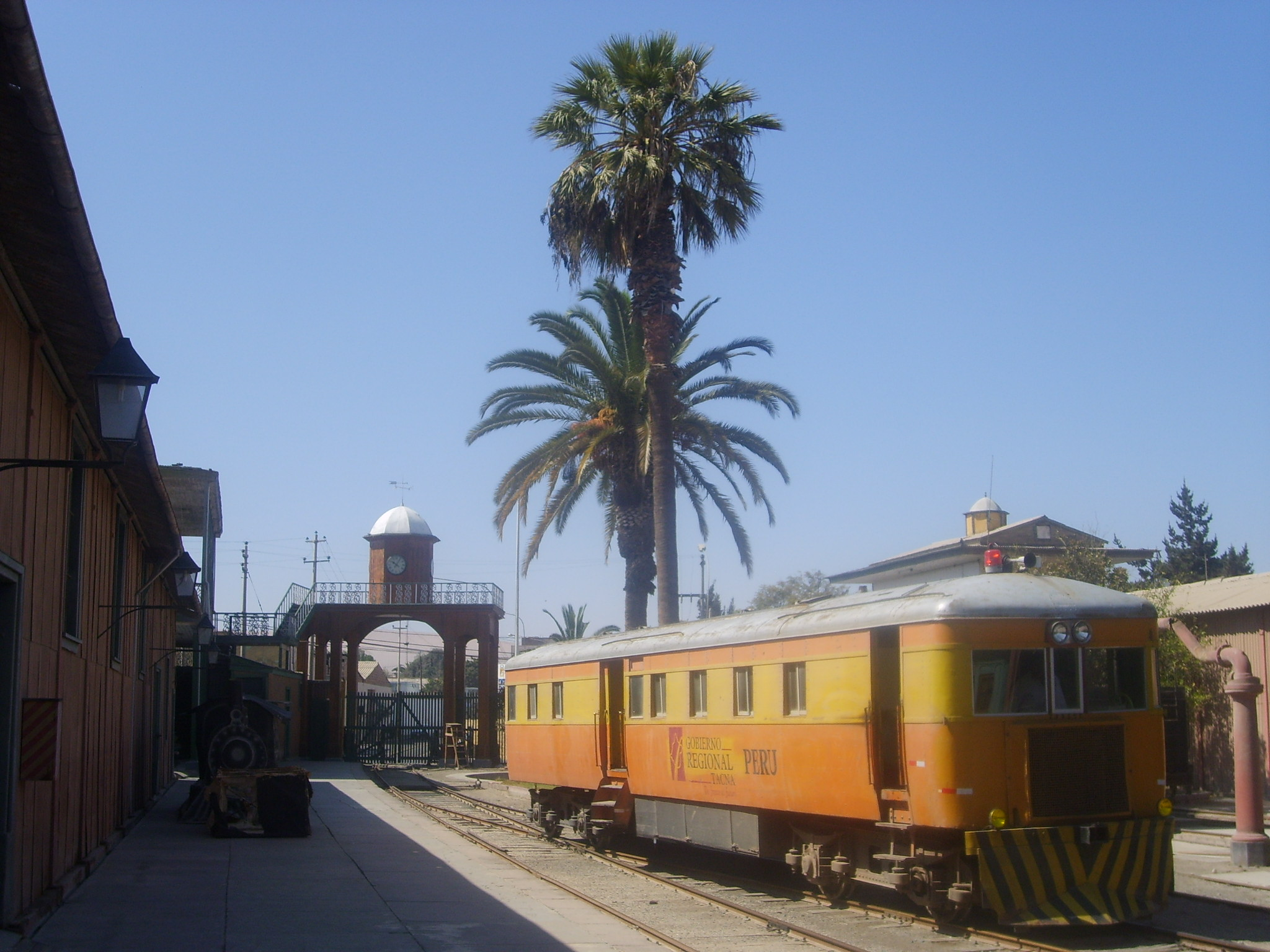
Autovagón.
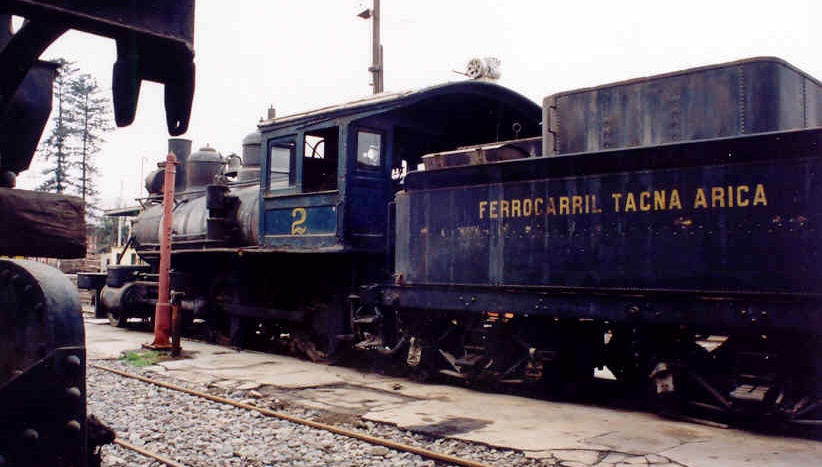
Locomotora de vapor número 2.
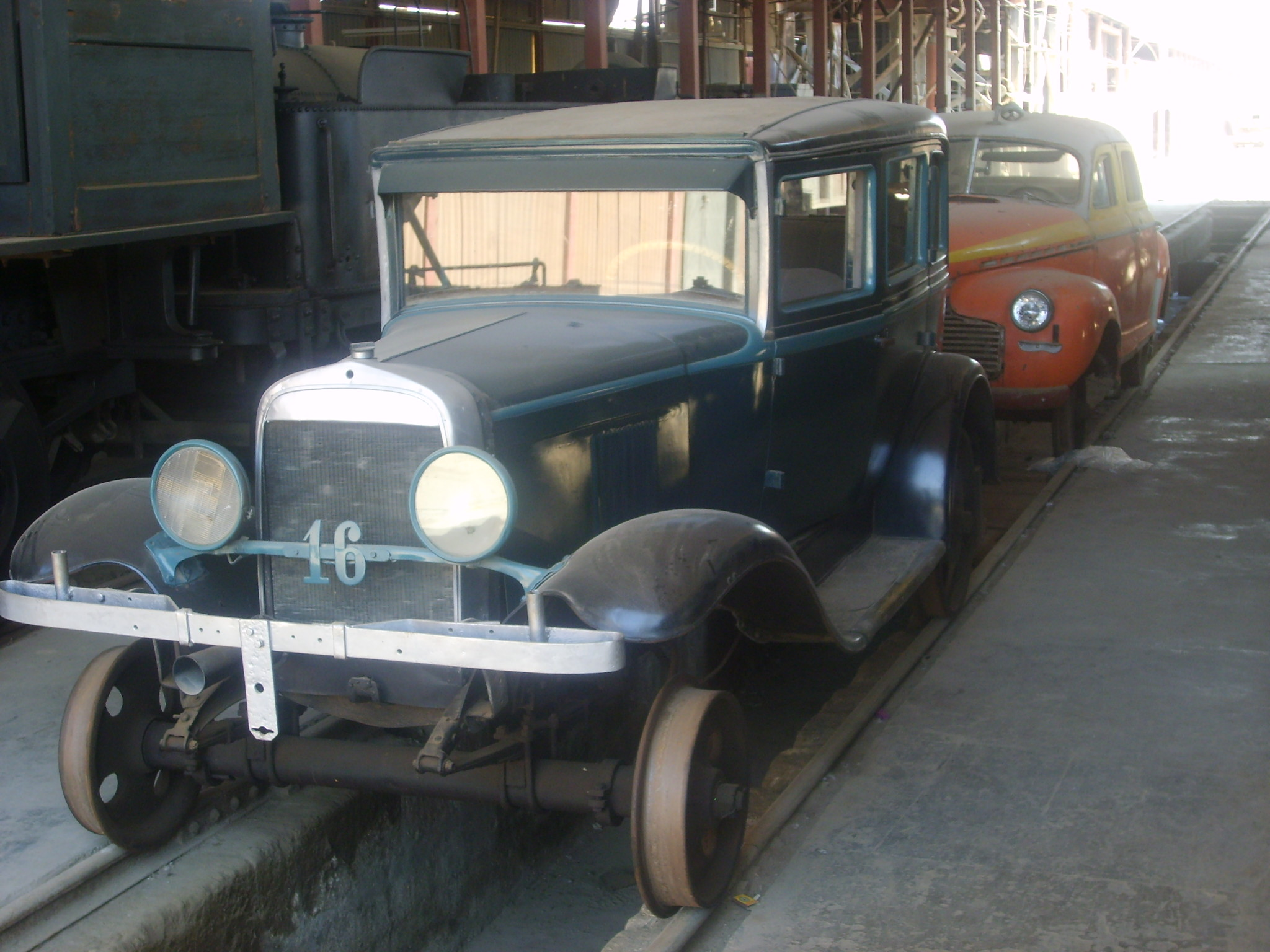